# Carlton (Oregon)
Pour les articles homonymes, voir Carlton.
Carlton est une municipalité américaine située dans le comté de Yamhill en Oregon.
Carlton se trouve au cœur du vignoble de la vallée de la Willamette. Elle compte une quarantaine de vignerons et se fait appeler « la capitale viticole de l’Oregon » (en anglais : Wine Capital of Oregon).
Carlton devient une municipalité le 17 février 1899. Lors du recensement de 2010, sa population est de 2 007 habitants. La municipalité s'étend alors sur une superficie de 0,88 milles carrés (2,28 km2).